# Volk Verlag
Der Volk Verlag ist ein Buchverlag mit Sitz in München, der vor allem Sachbücher zur bayerischen Kultur und Geschichte publiziert. Der Verlag wurde 1997 von Michael Volk gegründet. Er ist Mitglied der Regionalbuch AG und des Börsenvereins des Deutschen Buchhandels.

## Entstehung
Nach der Gründung im Jahr 1997 wurde im Jahr 2003 mit dem Münchner Stadtteilbuch „Trudering, Waldtrudering, Riem“ eine neue Phase eingeleitet. Der Verlag brachte nun Alltagsgeschichten, Originalfotos, Karten und Dokumente für die Geschichte und Gegenwart der östlichen Stadtteile Münchens heraus.

## Verlagsprogramm
Es folgten Bücher über die Münchner Stadtteile Ramersdorf und Berg am Laim, Bogenhausen, Sendling, Solln oder Pasing. Alle Stadtteilbücher sind mit historischem Bildmaterial versehen und geben anhand von Zeitzeugenberichten der Einwohner Auskunft über die Stadtgeschichte. Neben Publikationen zur bayerischen Landeshauptstadt bilden Bücher mit inhaltlichem Bezug zu Bayern den zweiten Schwerpunkt des Verlagsprogramms.
Zwischen den Jahren 2009 und 2012 erschienen die drei Bände über bayerische Denkmäler Genuss mit Geschichte und Der Geschichte auf der Spur. Seit 2010 tourt der Bayerische Rundfunk in der Sendung freizeit mit dem Moderator Schmidt Max quer durch Bayern und berichtet über die denkmalgeschützten Wirtshäuser aus dem Buch Genuss mit Geschichte.
Mehrere Bücher, die im Volk Verlag publiziert werden, beschäftigen sich mit dem Nationalsozialismus in München. 2008 erschien ausgegrenzt entrechtet deportiert – Schwabing und Schwabinger Schicksale 1933 bis 1945.  Die Herausgeberin Ilse Macek dokumentiert anhand von Zeitzeugenberichten, Biografien und Bildern die Entwicklung Schwabings vom Literaten- und Künstlerviertel zu einem Stadtteil, dessen Bewohner 1933 zu den fleißigsten Wählern der NSDAP in München gehörten.
In Leben in zwei Welten erschienen im Jahr 2011 die Aufzeichnungen von Else Behrend-Rosenfeld und die Tagebücher ihres Mannes aus dem englischen Exil als wichtiges Dokument zur jüdischen Geschichte in München.
Ausgewählte Schriften und Reden von und über Max Mannheimer wurden im Jahr 2011 unter dem Titel Max Mannheimer – Überlebender, Künstler, Lebenskünstler von Ilse Macek und Horst Schmidt im Volk Verlag herausgegeben.
Unter dem Titel Munich Boazn erschien im Juni 2012 im Volk Verlag ein Buch über „Giesinger Boazn“. Der Autor und Kommunikationsdesigner Maximilian Bildhauer porträtiert darin 41 Lokale im Münchner Stadtteil Giesing.
Biografien widmen sich bayerischen Persönlichkeiten aus Kunst, Kultur, Politik und Gesellschaft, z. B. Herzog Max in Bayern, dem Musikkabarettisten Fredl Fesl oder Hope Bridges Adams Lehmann, der ersten Frau, die 1880 in Deutschland ein medizinisches Staatsexamen ablegte. Die bayerische Frauenbewegung wird in Publikationen wie „Evas Töchter“ beleuchtet.
Titel zu Architektur reichen von der Betrachtung des Münchner Olympiadorfs („Habitat“) über die Dokumentation des Leerstands und Verfalls auf dem bayerischen Land („Das öde Haus“) bis zu Anregungen für den modernen Bauherren („Gut gebaut. Häuser im Landkreis Miesbach“).
Mundart, Brauchtum und die bayerische Lebensart werden mit zahlreichen Publikationen vor dem Verwässern und Aussterben bewahrt, allen voran das Buch „Hubers bairische Wortkunde“ oder die gemeinsam mit dem ehemaligen Oberpfälzer Bezirksheimatpfleger Adolf Eichenseer entwickelte Reihe zu bayerischer Volksmusik, z. B. „Heit san ma wieder kreizfidel. Bairische Wirtshauslieder und Trinksprüch‘ – gschaamige und ausgschaamte“.
Reise- und Ausflugsführer für Touristen wie Einheimische bedienen den Freizeitmarkt. U.a. wurde hierfür ein eigenes Format entwickelt: die nach Themen sortierten „Minis“, gefaltete und wetterfest laminierte Leporellos für die Hosentasche. Die markanten quadratischen Bildbände „Bayern“, „Franken“ und „München“ sind in bis zu acht Sprachen erhältlich und richten sich vor allem als Souvenir an Touristen und Gastgeber.
Zu den Autoren des Verlags gehören die Inhaberin des Lehrstuhls für Bayerische und Schwäbische Landesgeschichte an der Universität Augsburg Marita Krauss, der Leiter der Arbeitsstelle für Literatur in Bayern an der Ludwig-Maximilians-Universität München Waldemar Fromm und der Direktor des Hauses des Deutschen Ostens Andreas Otto Weber.
Die Historiker Susanne Herleth-Krentz und Karl Gattinger, der Luftbildarchäologe Klaus Leidorf, der Bezirksheimatpfleger Oberbayerns Norbert Göttler, der ehemalige bayerische Generalkonservator Egon Johannes Greipl und die ehemaligen Leiter des Münchner Stadtarchivs Michael Stephan sowie Richard Bauer veröffentlichen ebenso im Volk Verlag wie die BR-Journalisten Gerald Huber („12000 Jahre Weihnachten“) und die Journalistin Viola Schenz („Die Geschichte der Oberammergauer Passionsspiele“) oder der Münchner Verein zur Förderung der Comic-Kunst und des Zeichner-Nachwuchses Comicaze e. V.
Prinz Luitpold von Bayern, Urenkel König Ludwigs III., des letzten bayerischen Königs, trat mit „Die Wittelsbacher. Ein Jahrtausend in Bildern“ und „Ohne Bayern kein Bier – Ohne Bier kein Bayern. 500 Jahre Bayerisches Reinheitsgebot“ als Herausgeber auf.
Mit den über 100 Mitgliedern der Schriftstellervereinigung Münchner Turmschreiber zählen u. a. auch Friedrich Ani, Margit Auer, Monika Bittl, Christian Bumeder, Ottfried Fischer, Thomas Grasberger, Andreas Martin Hofmeir, Gerd Holzheimer, Michaela Karl, Tanja Kinkel, Jürgen Kirner, Anton G. Leitner, Holger Paetz und Christian Springer zu den Autoren des Volk Verlags.

## Auszeichnungen
- 2014 Bayerischer Kleinverlagspreis[9]
- 2020/2022/2023 Verlagsprämie des Freistaats Bayern